# Зражевский, Василий Иванович
Василий Иванович Зражевский (1776, Москва — 1837, Санкт-Петербург) — русский архитектор, представитель классицизма. 
В 1797 году окончил Петербургскую академию художеств. В 1805—1812 годах являлся могилевским губернским архитектором.
Дочь: писательница, журналистка, переводчица Александра Зражевская.